# Janet Gamarra Soldevilla
Janet Gamarra Soldevilla (f. 2021) fue una periodista y abogada peruana, miembro del Partido Aprista Peruano.

## Biografía
Fue lideresa estudiantil en la Universidad Nacional Mayor de San Marcos (UNMSM). Se convirtió en una de las principales activistas apristas. En 1975, siendo periodista de la revista Caretas, Gamarra fue una de las lideresas del Limazo, dirigiendo a los manifestantes contra el Gobierno Revolucionario de la Fuerza Armada, liderado entonces por Juan Velasco Alvarado. Producto de ello, fue detenida. En 1989, fue directora del diario La Crónica.
Falleció en el año 2021.